# Açude Arneiroz II
Açude Arneiroz II é um açude brasileiro no estado do Ceará.
Está construído sobre o leito do rio Jaguaribe no município de Arneiroz.
Foi concluído em 2005 pela Secretaria de Recursos Hídricos do Estado do Ceará.
Sua capacidade é de 197.060.000 m³.